# Liga Francuska
Liga Francuska (fr. Ligue Française, LF) – francuskie kolaboracyjne ugrupowanie polityczne działające od 1941 r.
Liga Francuska (pełna nazwa brzmiała Ligue Française anti-brittanique, anti-sémitique et anti-bolchevique) została powołana na pocz. 1941 r. z inicjatywy Pierre’a Constantini, dziennikarza i byłego oficera lotnictwa. Jej celem była ogólnoeuropejska rewolucja przeprowadzona przy współpracy z nazistowską Rzeszą. Prowadziła ona aktywną politykę kolaboracji z Niemcami, zwaną też "kolaboracjonizmem". Liga miała bardzo silny antysemicki charakter i posiadała specjalne jednostki (sections spéciales anti-juives), które współdziałały z SD w prześladowaniu i zwalczaniu Żydów. Z krajowych ugrupowań współpracowano blisko z Francuską Partią Ludową, co zaowocowało podpisaniem oficjalnego porozumienia. Stroje noszone przez członków Ligi bazowały na uniformach hitlerowskiego SA. Młodzieżowa organizacja LF (Les Jeunes de France et de l'Empire) składała się z Cadets de France (dzieci w wieku 10-15 lat) i Phalanges de Garçons (młodzież w wieku 16-21 lat). Organem prasowym było pismo "L'Appel".